# Telescopio óptico

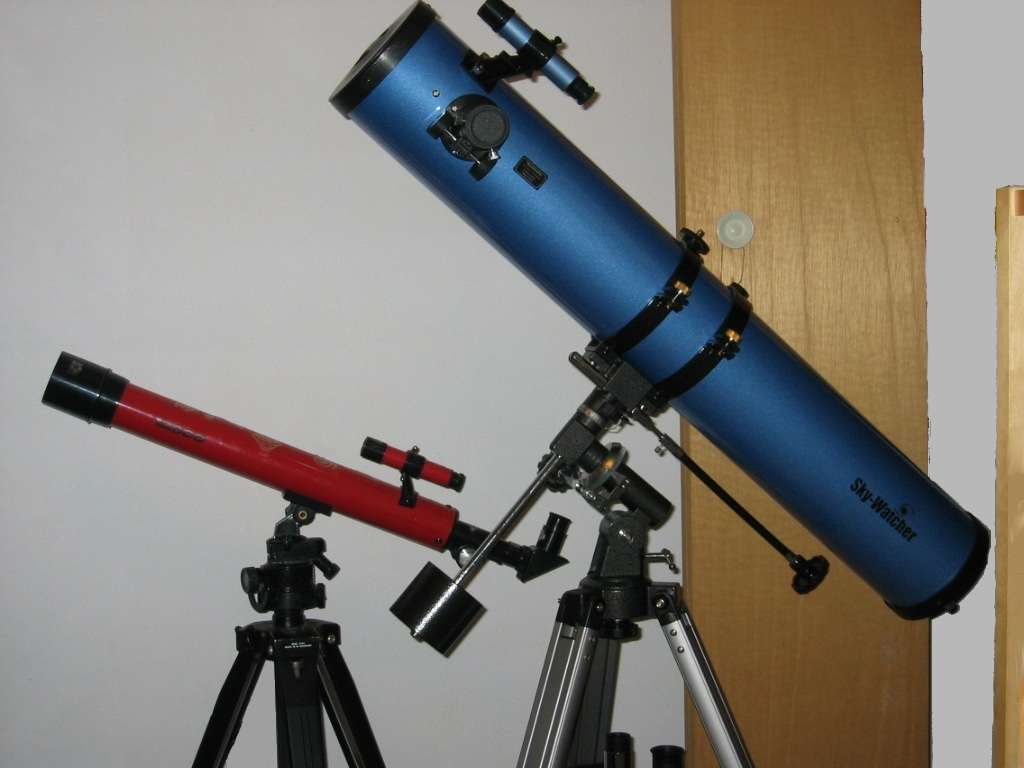
Telescopios para aficionados: un reflector de color azul en primer plano, y un refractor de color rojo.

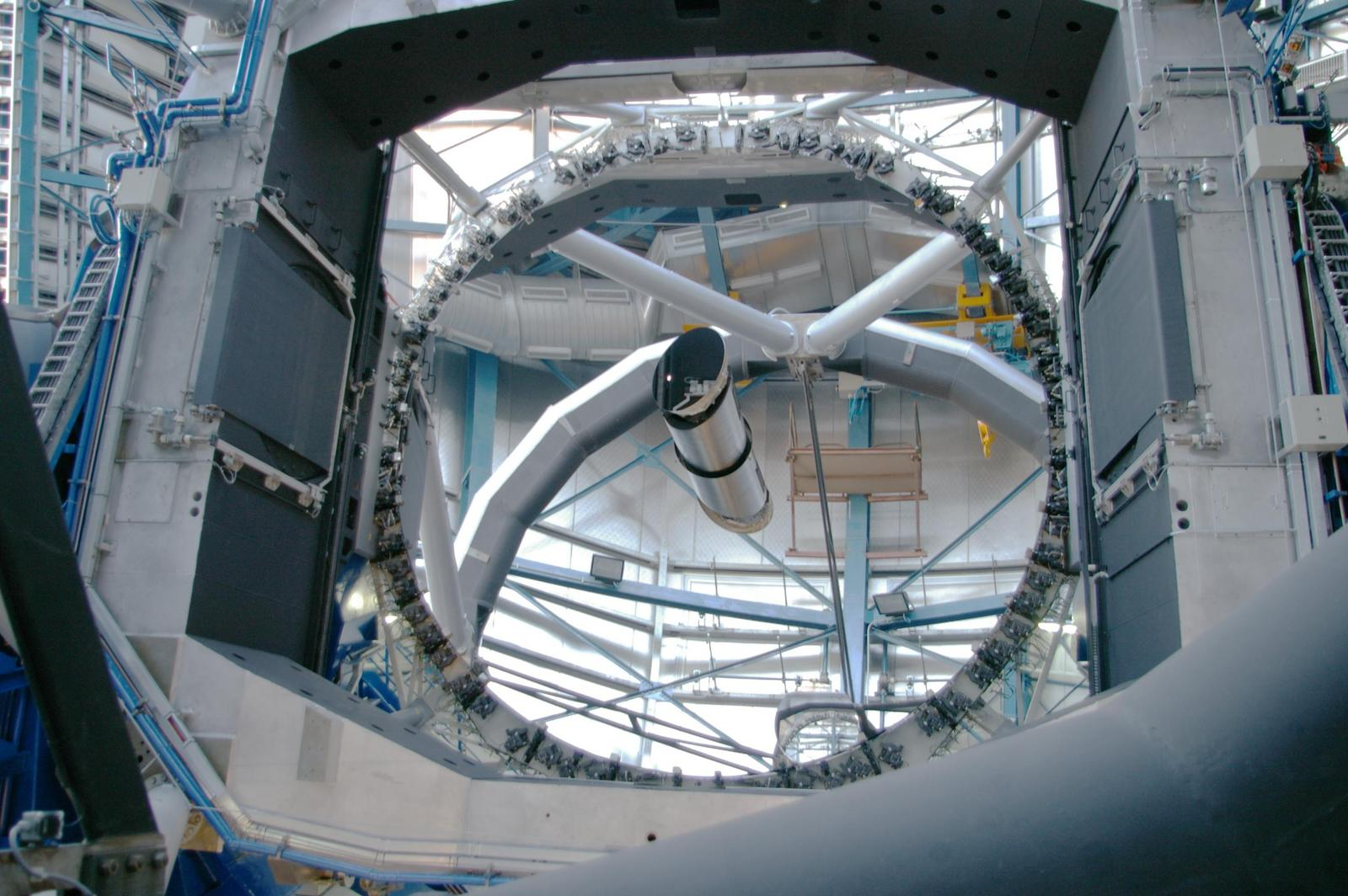
Espejo del telescopio VLT de Paranal

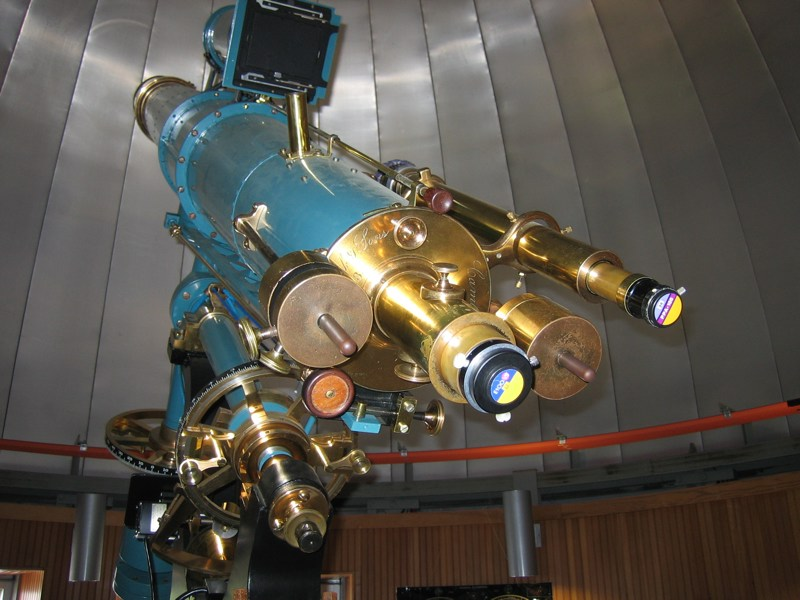
Telescopio refractor fabricado por Alvan Clark & Sons (Centro Chabot de la Ciencia y del Espacio)

Un telescopio óptico es un tipo de telescopio que capta y enfoca luz, principalmente de la parte visible del espectro electromagnético, para crear una imagen aumentada. Esta imagen puede ser vista directamente, o servir para hacer una fotografía o para recoger datos a través de sensores de imagen electrónica.
Hay tres tipos básicos de telescopios ópticos:
- Refractores, que utilizan lentes (dióptricos)
- Reflectores, que utilizan espejos (catóptricos)
- Catadióptricos, que combinan lentes y espejos

La capacidad de captar luz de un telescopio y su sensibilidad para poder resolver detalles pequeños están directamente relacionadas con el diámetro (o abertura) de su objetivo (la lente primaria o el espejo que captan y enfocan la luz). Cuanto más grande es el objetivo, más luz recibe el telescopio y mayor es el detalle de las imágenes captadas.{{Telescopios}}
Básicamente, también se consideran telescopios otros dispositivos más pequeños, diseñados para otro tipo de observaciones no necesariamente astronómicas: los prismáticos, utilizados en actividades como la ornitología, la navegación, el reconocimiento militar y en los espectáculos deportivos; los teodolitos, utilizados en topografía; o los propios teleobjetivos dispuestos en todo tipo de cámaras, que también pueden emplearse en astronomía observacional.

## Historia

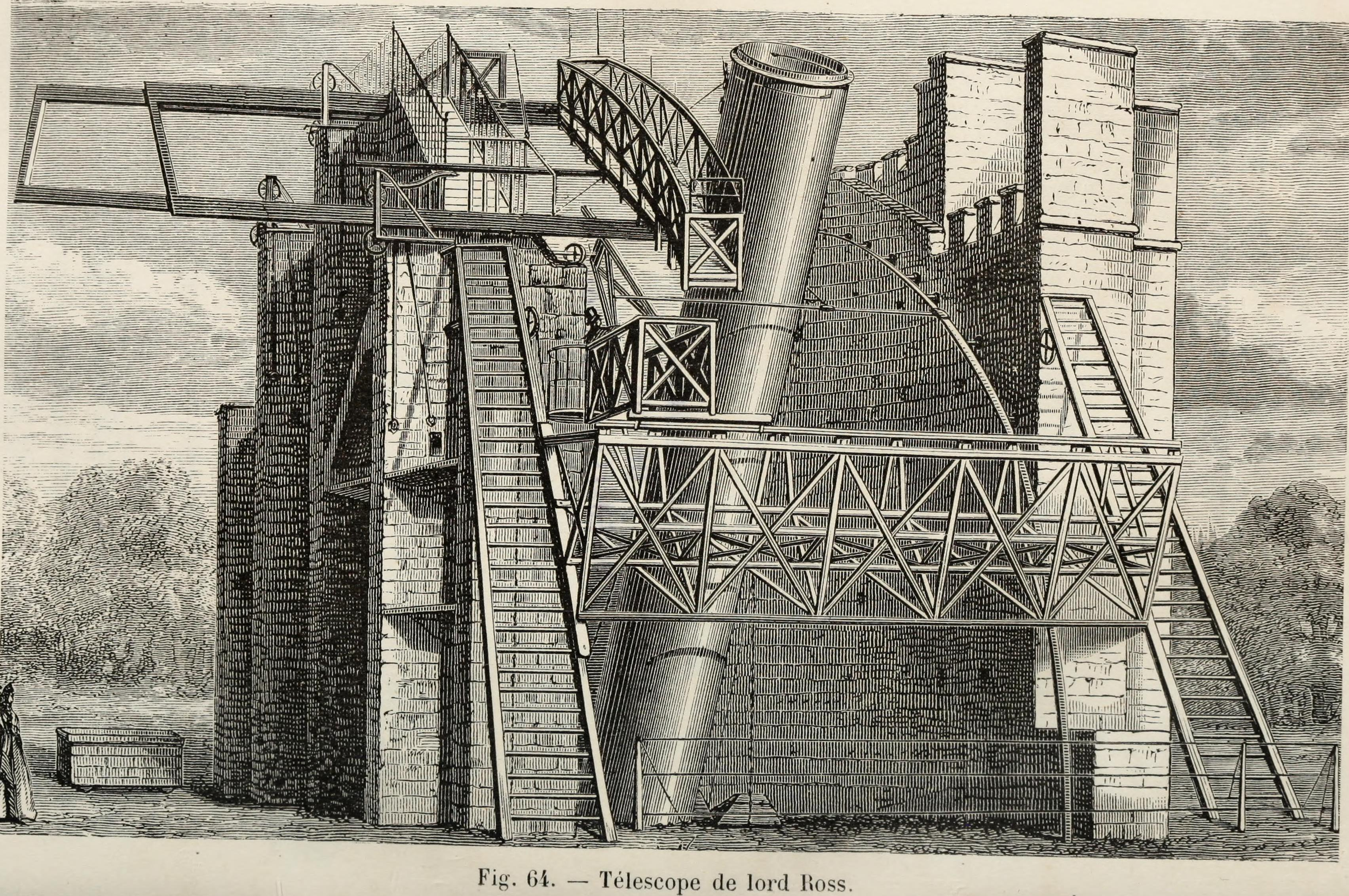
El Leviatán de Parsonstown (1869)

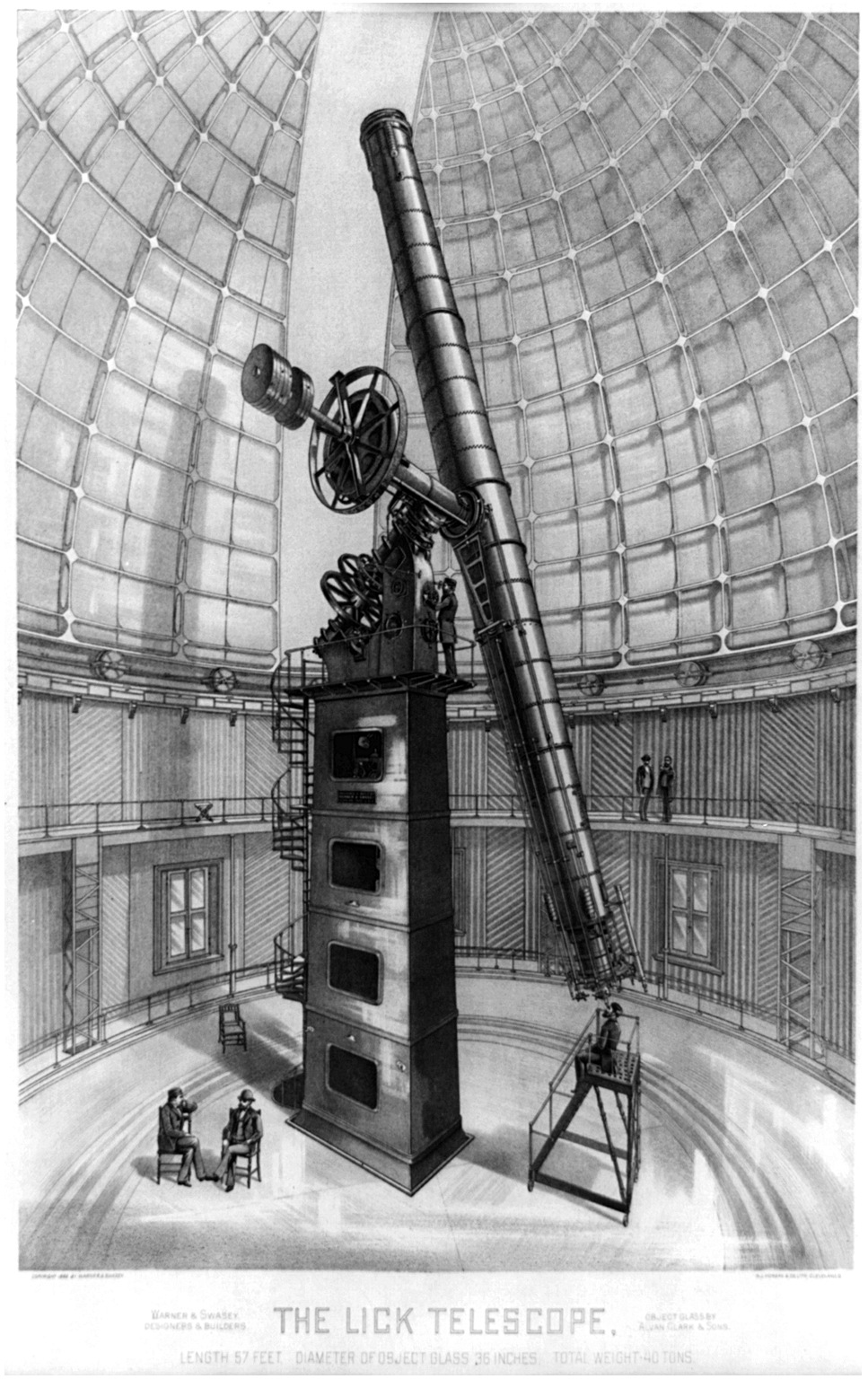
Telescopio Lick, refractor de 36" (91 cm) de diámetro, construido por Alvan Clark & Sons (Observatorio Lick, 1889)

El telescopio es más un descubrimiento de los artesanos del vidrio que la invención de un científico. Las lentes y las propiedades de la refración y la reflexión de la luz eran conocidas desde la antigüedad. Los filósofos de la Grecia clásica ya habían desarrollado teorías y leyes acerca de esta clase de fenómenos. Estos conocimientos fueron preservados y expandidos en el mundo islámico medieval, que había alcanzado un grado de desarrollo significativamente adelantado en la época de la invención del telescopio en Europa, a comienzos del siglo XVII.
El primer paso significativo para la invención del telescopio fue el desarrollo de la fabricación de lentes para corregir la visión defectuosa, primero en Venecia y Florencia en el siglo XIII, y más tarde en los Países Bajos y en Alemania. Es en Holanda en 1608 donde se registró la aparición de los primeros telescopios ópticos (refractores). La invención es atribuida a los fabricantes de lentes Hans Lippershey y Zacharias Janssen de Middelburg, y al fabricante de instrumentos ópticos Jacob Metius de Alkmaar.
Galileo mejoró mucho estos diseños al año siguiente, y es generalmente reconocido como el primero en utilizar un telescopio con propósitos astronómicos.
 El telescopio de Galileo seguía el diseño de Hans Lippershey, que utilizaba una lente convexa como objetivo y otra cóncava como ocular. Este diseño es actualmente denominado telescopio galileano. Johannes Kepler propuso una mejora en el diseño, que utilizaba un ocular convexo, a menudo denominado telescopio kepleriano.
El siguiente gran paso en el desarrollo de los refractores fue la aparición de la lente acromática a comienzos del siglo XVIII, con la que se corrigió la aberración cromática en los telescopios keplerianos, posibilitando la construcción de instrumentos mucho más cortos y con objetivos mucho más grandes.
En cuanto a los telescopios reflectores, que utilizan un espejo curvo en vez de una lente como objetivo, su base teórica por entonces todavía estaba muy por delante de sus logros prácticos. La base teórica de los espejos curvos, similar a la de las lentes, fue probablemente establecida por Alhazen, cuyos tratados habían sido ampliamente difundidos gracias a las traducciones latinas de su trabajo. Poco después de la invención del telescopio refractor galileano, Giovanni Francesco Sagredo y otros estudiosos de la época, impulsados por su conocimiento de que los espejos curvos tienen propiedades comparables a las de las lentes, comenzaron a escribir sobre la idea de construir un telescopio que utilizase un espejo como objetivo para formar imágenes. Las ventajas potenciales de utilizar espejos parabólicos (principalmente, una reducción de la aberración esférica y la total eliminación de la aberración cromática) llevó a distintos estudiosos a proponer diseños de telescopios reflectores. Uno de los diseños más notables fue publicado en 1663 por James Gregory, que pasaría a denominarse telescopio gregoriano en su honor. Sin embargo, todavía no se disponía de los materiales ni de los medios técnicos necesarios para afrontar este reto, que inicialmente se saldó con un completo fracaso. Cinco años después, en 1668, Isaac Newton fue por fin el primero en construir telescopios reflectores prácticos, denominados telescopios newtonianos. A pesar de las dificultades de construcción y del pobre rendimiento de los espejos de speculum (un tipo de bronce de mediano poder reflexivo, muy maleable, pero propenso a empañarse por oxidación), estos telescopios se hicieron muy populares entre los astrónomos durante los cien años siguientes. Los siglos siguientes presenciaron notables avances técnicos en los telescopios reflectores, como el perfeccionamiento del espejo parabólico en el siglo XVIII, el plateado de espejos de vidrio en el siglo XIX, los recubrimientos de aluminio (mucho más duraderos) en el siglo XX, o los espejos segmentados para obtener diámetros más grandes y la óptica activa para compensar las deformaciones causadas por la gravedad. Una innovación de mediados del siglo XX fueron los telescopios catadióptricos, como la cámara Schmidt, que utiliza una lente (placa correctora) en combinación con un espejo como elementos ópticos primarios, principalmente utilizados para la obtención de imágenes de gran amplitud de campo sin aberración esférica.
El final del siglo XX ha visto el desarrollo de la óptica adaptativa y los telescopios espaciales para superar los problemas de la observación astronómica.

## Principios
El esquema básico es que el elemento primario que recibe la luz, el objetivo (1) (la lente convexa o el espejo cóncavo utilizados para captar la luz), enfoca los rayos procedentes de un objeto distante (4) a un plano focal donde forma una imagen real (5). Esta imagen puede ser grabada o vista a través de un ocular (2), que actúa como una lente de aumento. El ojo (3) entonces percibe una imagen virtual aumentada e invertida (6) del objeto.

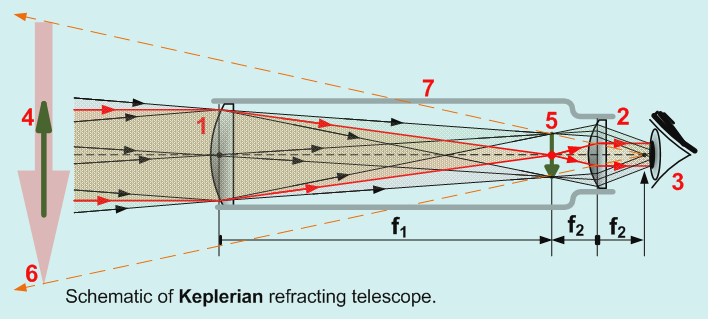
Esquema de un telescopio refractor kepleriano. La flecha en (4) es una representación simbólica de la imagen original; la flecha en (5) es la imagen invertida en el plano focal; la flecha en (6) es la imagen virtual que se forma en la esfera visual del espectador. Los rayos rojos reproducen el punto medio de la flecha; los otros dos conjuntos de rayos (ambos negros) reproducen su cabeza y su cola.

### Imágenes invertidas
La mayoría de diseños de telescopio producen una imagen invertida en el plano focal; son conocidos como telescopios invertidos. De hecho, la imagen está girada arriba-abajo e invertida izquierda-derecha, de modo que en conjunto aparece rotada 180 grados de la orientación del objeto. En telescopios astronómicos la rotación de la imagen normalmente no se corrige, dado que esto no afecta a la forma de usar el telescopio. Aun así, en ocasiones se utiliza un espejo oblicuo para poder situar el ocular en una posición de visionado más conveniente. En este caso la imagen es levantada, pero todavía permanece su inversión izquierda-derecha. En telescopios terrestres como catalejos, monoculares y prismáticos, prismas (por ejemplo, prismas de Porro) o una lente de transmisión entre objetivo y ocular suele corregir la orientación de la imagen. Hay telescopios cuyo diseño no produce imágenes invertidas, como el refractor galileano y el reflector gregoriano. Estos instrumentos son conocidos como telescopios erectores.[cita requerida]

### Variantes de diseño
Muchos tipos de telescopios pliegan o desvían la trayectoria óptica mediante espejos secundarios o terciarios. Estos pueden ser parte integral del diseño óptico (telescopio newtoniano, reflector de Cassegrain o tipos similares), o sencillamente pueden colocarse en el ocular o en el detector en una posición más conveniente. Otros diseños de telescopio también pueden utilizar lentes o espejos adicionales especialmente diseñados para mejorar la calidad de imagen sobre un campo de visión más amplio.

## Características
Las especificaciones de diseño determinan las características del telescopio y cómo actúa opticamente. Varias propiedades de las especificaciones pueden cambiar con el equipamiento o los accesorios utilizados con el telescopio; como las lentes de Barlow, los prismas acodados y los oculares. Estos accesorios intercambiables no alteran las especificaciones del telescopio, aunque modifican de alguna manera sus propiedades, como la magnificación, la resolución angular y el campo de visión.

### Superficie resoluble
La superficie resoluble a través de un telescopio óptico se define como la menor área limitada distinguible de la superficie de un objeto astronómico. Es un concepto análogo al de resolución angular, pero difiere en su definición: en vez de la capacidad de separación entre fuentes de luz puntuales, hace referencia al área física que puede ser resuelta. Una manera típica de expresar esta característica es la capacidad de distinguir elementos de determinado tamaño, como cráteres de la Luna o manchas solares. La expresión que utiliza la fórmula viene dada por la suma de dos veces el poder de resolución {\displaystyle R}respecto al diámetro de apertura {\displaystyle D} multiplicado por el diámetro del objeto {\displaystyle D_{ob}} multiplicado por la constante {\displaystyle \Phi } todo ello dividido por el diámetro aparente del objeto {\displaystyle D_{a}}.
La resolución {\displaystyle R} se deduce de la longitud de onda {\displaystyle {\lambda }} de la luz y de la apertura, expresadas en la misma unidad; donde 550 nm se transforman a mm según la expresión: {\displaystyle R={\frac {\lambda }{10^{6}}}={\frac {550}{10^{6}}}=0.00055}.
De forma análoga, la constante {\displaystyle \Phi } para transformar el diámetro angular aparente se deduce a partir de su expresión en radianes. Para otra unidad en la que se quiera expresar un diámetro aparente; por ejemplo, el diámetro aparente de la Luna,
{\displaystyle D_{a}={\frac {313\Pi }{10800}}} radianes, en segundos de arco viene dado por: {\displaystyle D_{a}={\frac {313\Pi }{10800}}*206265=1878}.
Por ejemplo, si se utiliza un telescopio con una apertura de 130 mm observando la Luna con una luz de 550 nm de longitud de onda, la expresión viene dada por:
{\displaystyle F={\frac {{\frac {2R}{D}}*D_{ob}*\Phi }{D_{a}}}={\frac {{\frac {2*0.00055}{130}}*3474.2*206265}{1878}}\approx 3.22}
La unidad utilizada para expresar el diámetro expresa también el tamaño del menor objeto distinguible. En el ejemplo anterior, realizando el cálculo en kilómetros, resulta que para el telescopio analizado, los cráteres de la Luna más pequeños que es capaz de distinguir tienen 3,22 km de diámetro. El telescopio espacial Hubble tiene una abertura del espejo primario de 2400 mm, lo que implica una superficie resoluble de cráteres lunares de 174,9 m de diámetro, o manchas solares de 7365,2 km de diámetro.

### Resolución angular
Despreciando el efecto de distorsión de la imagen generado por las turbulencias en la atmósfera (condiciones de visibilidad) y las imperfecciones ópticas del telescopio, la resolución angular de un telescopio óptico está determinada por el diámetro del espejo primario o la lente que captan la luz (parámetro también denominado "abertura").
El criterio de Rayleigh, que determina el límite de la resolución {\displaystyle \alpha _{R}} (en radianes) viene dado por
{\displaystyle \sin(\alpha _{R})=1.22{\frac {\lambda }{D}}}
{\displaystyle \lambda } es la longitud de onda y {\displaystyle D} es la apertura. Para la luz visible ({\displaystyle \lambda } = 550 nm) de acuerdo con las fórmulas de aproximación de ángulos pequeños, la ecuación adopta la forma:
{\displaystyle \alpha _{R}={\frac {138}{D}}}
Aquí, {\displaystyle \alpha _{R}} denota la resolución límite en segundos de arco y {\displaystyle D} se expresa en milímetros. En un caso ideal, las dos componentes de una estrella binaria pueden ser discernidas incluso si están separadas por debajo de {\displaystyle \alpha _{R}}. Este hecho es tenido en cuenta por el límite de Dawes.
{\displaystyle \alpha _{D}={\frac {116}{D}}}
La ecuación muestra que, siendo igual todo lo demás, cuanto mayor es la apertura, mejor es la resolución angular. La resolución no viene dada por la máxima magnificación (o "potencia") de un telescopio. Telescopios comercializados con valores altos de magnificación como reclamo, a menudo producen imágenes de pobre calidad.
Para los grandes telescopios basados en la Tierra, la resolución está limitada por la visibilidad atmosférica. Este límite puede ser evitado situando los telescopios por encima de la atmósfera, por ejemplo, en las cumbres de montañas elevadas, a bordo de globos aerostáticos o de aviones en vuelo a gran altura, o en naves espaciales. Los límites de la resolución también pueden ser evitados utilizando la óptica adaptativa, el desmoteado de imágenes o el método de la exposición afortunada a las imágenes captadas con sensores electrónicos por los telescopios.
Recientemente, han empezado a ser operativos sistemas de síntesis de apertura empleando conjuntos de telescopios ópticos. Pueden obtenerse resoluciones de imagen muy altas utilizando técnicas de interferometría, analizando simultáneamente la luz captada por un conjunto de telescopios relativamente pequeños, ampliamente espaciados entre sí, y comunicados por enlaces ópticos controlados con extraordinaria precisión. Sin embargo, estos interferómetros solo pueden ser utilizados para obtener imágenes de objetos muy luminosos, como las estrellas, o para medir los núcleos brillantes de galaxias activas.[cita requerida]

### Distancia focal y relación focal
La distancia focal de un sistema óptico es una medida que indica el grado de convergencia o de divergencia de la luz que lo recorre. Para un sistema óptico cuyo medio envolvente es el aire, la distancia focal es la longitud en la que los rayos de un haz inicialmente colimado se concentran en un foco. Un sistema con una longitud focal pequeña tiene una potencia óptica más grande que uno con una longitud focal más larga; esto es, desvía los rayos más fuertemente, dirigiéndolos hacia un foco en una distancia más reducida. En astronomía, la relación focal de un telescopio se define como la distancia focal {\displaystyle f} de un objetivo, dividida por su diámetro {\displaystyle D} o por el diámetro de un patrón de apertura en el sistema. La longitud focal controla la amplitud del campo visual del instrumento y la escala de la imagen que se presenta en el plano focal de un ocular, placa de película, o CCD.
Por ejemplo, la relación focal de un telescopio con un distancia focal de 1200 mm y 254 mm de apertura, viene dada por:
{\displaystyle N={\frac {f}{D}}={\frac {1200}{254}}\approx 4.7}
Numéricamente, se dice que instrumentos con relaciones focales grandes son largos o lentos, y los que cuentan con relaciones pequeñas son cortos o rápidos. No existe un límite nítido para determinar cuándo se deben utilizar estos términos, y cada persona puede tener sus propios criterios. Entre los telescopios astronómicos contemporáneos, cualquiera que disponga de una relación focal con un número más grande que f/12 es generalmente considerado lento, y cualquier telescopio con una proporción focal con un número más pequeño que f/6, es considerado rápido. Los sistemas rápidos a menudo presentan más aberraciones ópticas fuera del centro del campo de visión, y son generalmente más exigentes en los diseños de los oculares que los lentos. Un sistema rápido es a menudo deseable para propósitos prácticos en astrofotografía, con el fin de captar más fotones que un sistema más lento en un periodo de tiempo dado, facilitando a los sistemas de fotografía obtener buenas imágenes en lapsos de tiempo más pequeños.
Los telescopios de amplio campo de visión (como los astrógrafos), se usan para el seguimiento de satélites y asteroides, para la investigación en rayos cósmicos, y para muestreos astronómicos. Es más difícil reducir las aberraciones ópticas en telescopios con baja relación focal que en telescopios con relaciones más elevadas.

### Poder de captación de luz
El poder de captación de luz de un telescopio óptico, también conocido como captación lumínica o ganancia de apertura, es la capacidad de un telescopio para captar mucha más luz que el ojo humano. Su poder de recolección de luz es probablemente su característica más importante. El telescopio actúa atrapando la luz como un "cubo recogiendo agua de lluvia", captando los fotones que descienden desde un objeto lejano. Cuanto mayor es, más fotones atrapa, lo que se traduce en más luz recibida en un período de tiempo dado, iluminando de manera más efectiva la imagen formada. Es por este motivo que las pupilas de los ojos se agrandan por la noche para que llegue más luz a las retinas. El poder de acumulación {\displaystyle P} comparado con el de un ojo humano, es el resultado de elevar al cuadrado el cociente de la apertura {\displaystyle D} respecto al diámetro de la pupila del observador {\displaystyle D_{p}}, considerando que el diámetro de la pupila de un adulto promedio es de 7 mm. Las personas más jóvenes tienen diámetros más grandes, generalmente de 9 mm, ya que el diámetro de la pupila disminuye con la edad.[cita requerida]
Por ejemplo, la potencia de acumulación de un instrumento con una apertura de 254 mm comparada con el diámetro de la pupila de un adulto de 7 mm viene dada por: {\displaystyle P=\left({\frac {D}{D_{p}}}\right)^{2}=\left({\frac {254}{7}}\right)^{2}\approx 1316.7}
La potencia de captación de luz se puede comparar entre telescopios comparando el áreas {\displaystyle A} de las dos aperturas diferentes.
Por ejemplo, la potencia de recolección de luz de un telescopio de 10 m es 25 veces la de uno de 2 m: {\displaystyle p={\frac {A_{1}}{A_{2}}}={\frac {\pi 5^{2}}{\pi 1^{2}}}=25}
Para un muestreo de un área determinada, el campo de visión es tan importante como la potencia bruta de recolección de luz. Los telescopios de muestreo como el Gran Telescopio para Rastreos Sinópticos intentan maximizar el producto del área del espejo y el campo de visión (o etendue) en lugar de solo optimizar la capacidad de recolección de luz.

### Magnificación
La observación a través de un telescopio magnifica los objetos visualizados, lo que a su vez limita el campo de visión. La capacidad de ampliación a menudo es un parámetro engañoso para cuantificar la potencia óptica de un telescopio, esta característica es el término más incomprendido utilizado para describir el mundo observable. A mayores aumentos, la calidad de la imagen se reduce significativamente. El uso de un lente de Barlow, que aumenta la distancia focal efectiva de un sistema óptico, multiplica la reducción de la calidad de la imagen.
Se pueden presentar efectos menores similares cuando se usan prismas acodados, ya que la luz viaja a través de una serie de lentes que aumentan o disminuyen la distancia focal efectiva. La calidad de la imagen generalmente depende de la calidad de la óptica (lentes) y de las condiciones de visualización, no de la ampliación.
La ampliación misma está limitada por las características ópticas. Con cualquier telescopio o microscopio, más allá de un aumento máximo práctico, la imagen se ve más grande pero no muestra más detalles. Ocurre cuando el detalle más fino que el instrumento puede resolver se magnifica para que coincida con el detalle más fino que el ojo puede ver. La ampliación más allá de este máximo a veces se denomina "ampliación vacía".
Para obtener el máximo de detalle de un telescopio, es fundamental elegir la ampliación correcta para el objeto que se observa. Algunos objetos aparecen mejor a baja potencia, algunos a alta potencia y muchos a un aumento moderado. Hay dos valores para la ampliación, un mínimo y máximo. Se puede utilizar un campo de visión del ocular más amplio para mantener la misma distancia focal del ocular, a la vez que se obtiene el mismo aumento a través del telescopio. Para un telescopio de buena calidad que funcione en buenas condiciones atmosféricas, el aumento máximo utilizable está limitado por la difracción.

#### Visual
La magnificación visual {\displaystyle M} del campo de visión a través de un telescopio puede determinarse por su distancia focal {\displaystyle f} dividida entre la distancia focal del ocular {\displaystyle f_{e}} (o diámetro). El máximo está limitado por la distancia focal del ocular.
Un ejemplo de aumento óptico visual de un telescopio con una distancia focal de 1200 mm y un ocular de 3 mm viene dado por:
{\displaystyle M={\frac {f}{f_{e}}}={\frac {1200}{3}}=400}

#### Mínimo
También existe un aumento óptico mínimo utilizable en un telescopio. El aumento de brillo con la reducción del aumento tiene un límite, relacionado con un concepto denominado pupila de salida, el cilindro de luz que sale del ocular. Por lo tanto, cuanto menor sea el aumento óptico, mayor será la pupila de salida. El mínimo {\displaystyle M_{m}} se puede calcular dividiendo la apertura del telescopio {\displaystyle D} por el diámetro de la pupila de salida {\displaystyle D_{ep}}. La disminución de la ampliación más allá de este límite no puede aumentar el brillo, y a partir de este límite no se obtiene ninguna mejora. Del mismo modo, la pupila de salida {\displaystyle D_{ep}} se calcula dividiendo el diámetro de apertura {\displaystyle D} y la ampliación visual {\displaystyle M} utilizada. El mínimo a menudo puede no ser alcanzable con algunos telescopios, y en el caso de instrumentos con una distancia focal muy larga, se requeriría un ocular de "distancia focal más larga" de lo que es posible.
Un ejemplo del aumento utilizable más bajo usando 254 mm de apertura y 7 mm de pupila de salida viene dado por: 
{\displaystyle M_{m}={\frac {D}{D_{ep}}}={\frac {254}{7}}\approx 36}
mientras que el diámetro de la pupila de salida usando una apertura de 254 mm y un aumento de 36x viene dado por:
{\displaystyle D_{ep}={\frac {D}{M}}={\frac {254}{36}}\approx 7}

#### Óptimo
Una referencia útil es:
- Para objetos pequeños con bajo brillo superficial (como una galaxia), úsese un aumento moderado.[cita requerida]
- Para objetos pequeños con alto brillo superficial (como una nebulosa planetaria), úsese una gran ampliación.[cita requerida]
- Para objetos grandes independientemente de su brillo superficial (como una nebulosa), úsese poca ampliación, a menudo en el rango del aumento mínimo.[cita requerida]

Solo la experiencia personal determina los mejores aumentos óptimos para los distintos objetos, confiando en las habilidades de cada observador y en sus condiciones de visión.

### Campo de visión
El campo de visión es la extensión del universo observable que se ve en un momento dado a través de un instrumento (por ejemplo, telescopio o prismáticos), o a simple vista. Se suele indicar como una especificación de los oculares, o como una característica calculada a partir de una combinación de ocular y objetivo. Su máximo valor presenta un límite físico, consecuencia de las leyes de la difracción que operan sobre el sistema óptico.

#### Aparente
El campo de visión aparente es el universo observable a través de un ocular, pero sin estar insertado en un telescopio. Está limitado por el tamaño del cañón utilizado en un telescopio, que en los instrumentos modernos generalmente tienen entre 1,25 y 2 pulgadas de diámetro. Se puede elegir un campo de visión más amplio para lograr un universo observable mayor con un aumento óptico dado, o bien uno más pequeño sin modificar la ampliación. Téngase en cuenta que al aumentar el campo de visión se reduce el brillo superficial de un objeto observado, ya que la luz acumulada se extiende por un área mayor en términos relativos. El aumento del área de observación disminuye proporcionalmente el brillo de la superficie, oscureciendo el objeto observado. Los oculares con un campo de visión amplio funcionan mejor con bajos aumentos en instrumentos con una gran apertura, en los que los objetos de un determinado tamaño relativo se ven comparativamente con una mayor calidad disponiendo un aumento mínimo, obteniéndose una imagen más brillante en general.

#### Verdadero
El campo de visión verdadero es el universo observado a través de un ocular insertado en un telescopio. Conocer esta característica es muy útil, ya que se puede usar para comparar lo que se ve a través del ocular con los gráficos de las cartas estelares impresas o computarizadas, que ayudan a identificar lo que se observa. El campo de visión verdadero {\displaystyle v_{t}} se calcula efectuando la división del valor del campo de visión aparente {\displaystyle v_{a}} por el aumento óptico {\displaystyle M}.
Por ejemplo, el campo de visión verdadero de un ocular con campo de visión aparente de 52° utilizado un aumento de 81.25x, viene dado por:
{\displaystyle v_{t}={\frac {v_{a}}{M}}={\frac {52}{81.25}}=0.64^{\circ }}

#### Máximo
El campo de visión máximo es un término utilizado para describir el valor del campo de visión verdadero útil, limitado por la óptica del telescopio. Es una limitación física, por la que aumentos por encima del máximo no tienen efecto. El campo de visión máximo {\displaystyle v_{m}} se calcula a partir del tamaño del cañón del ocular {\displaystyle B}, dividido por la distancia focal del telescopio {\displaystyle f}, convertido de radianes a grados sexagesimales.
Por ejemplo, el campo de visión máximo de un telescopio con un tamaño del cañón del ocular de 31,75 mm (1,25") y una distancia focal de 1200 mm, viene dado por:
{\displaystyle v_{m}=B*{\frac {\frac {180}{\pi }}{f}}\approx 31.75*{\frac {57.2958}{1200}}\approx 1.52^{\circ }}

## Observando a través de un telescopio
Las numerosas características complementarias de los telescopios ópticos y la complejidad de las operaciones de observación astronómica con uno de estos instrumentos, pueden convertir esta tarea en una labor desalentadora. La experiencia y la experimentación son las principales herramientas para comprender cómo optimizar las propias observaciones. En la práctica, solo dos características principales de un telescopio determinan la configuración de la forma de las imágenes captadas: la distancia focal y la apertura. Estos dos parámetros determinan la forma en la que un sistema óptico observa un objeto astronómico, y cuánta luz se recolecta a través del ocular. Los oculares determinan aún más cómo cambia el campo de visión y el aumento óptico del universo observable.

### Universo observable
El "universo observable" describe lo que se puede ver con un telescopio. Cuando se contempla un objeto astronómico, el observador puede usar muchas técnicas diferentes. Comprender qué se puede ver y cómo verlo depende del campo de visión. La visualización de un objeto a un tamaño que se ajuste por completo al campo de visión se mide utilizando las dos propiedades fundamentales del telescopio: la distancia focal y la apertura, con la inclusión de un ocular con una distancia focal (o diámetro) adecuada. Al comparar el universo observable y el diámetro angular de un objeto, se evidencia la cantidad de objetos que se pueden ver. Sin embargo, la relación con el sistema óptico puede no dar como resultado un brillo superficial alto. Los objetos celestes a menudo son débiles, debido a su gran distancia, y los detalles pueden estar limitados por la difracción o por propiedades ópticas inadecuadas.

### Campo de visión y relación de aumento
Determinar lo que se puede ver a través de un sistema óptico comienza con el ocular, que proporciona el campo de visión y el aumento óptico; la ampliación viene dada por la división de las distancias focales del telescopio y del ocular. Usando un ejemplo de un telescopio aficionado del tipo newtoniano con un apertura {\displaystyle D} de 130 mm (5") y una distancia focal {\displaystyle f} de 650 mm (25,5"), y se usa un ocular con una distancia focal {\displaystyle d} de 8 mm se obtiene un campo de visión aparente de {\displaystyle v_{a}} de 52°. La ampliación con la que se contempla el universo observable viene dada por: 
{\displaystyle M={\frac {f}{d}}={\frac {650}{8}}=81.25}
El campo de visión efectivo {\displaystyle v_{t}} depende del aumento, que se calcula dividiéndolo por el campo de visión aparente:
{\displaystyle v_{t}={\frac {v_{a}}{M}}={\frac {52}{81.25}}=0.64}
El campo de visión real resultante es de 0.64°, permitiendo que un objeto como la nebulosa de Orión, que tiene forma de elipse con un diámetro angular de 65×60 minutos de arco, se pueda ver a través del telescopio en su totalidad, o lo que es lo mismo, toda la nebulosa se encuentre dentro del universo observable. Puede aumentarse enormemente el potencial de visualización, asegurándose de que el universo observable puede contener todo el objeto a observar, o decidir si aumentar o disminuir el aumento visualizando el objeto con un aspecto diferente.

### Factor de brillo
El brillo superficial cuando se utilizan grandes aumentos se reduce significativamente, dando como resultado una apariencia mucho más tenue, lo que reduce el detalle visual del objeto. Los detalles como la materia, los anillos, los brazos en espiral y las nubes de gas pueden quedar completamente ocultos para el observador, lo que da una visión mucho menos "completa" del objeto observado. La física dicta que con la mínima ampliación teórica del telescopio, el brillo de la superficie es del 100 %. En la práctica, sin embargo, varios factores reducen el 100 % de brillo, entre los que se incluyen las limitaciones del telescopio (como las distancias focales del objetivo y el ocular) y la edad del observador.
La edad juega un papel importante en el brillo percibido, ya que un factor determinante es la configuración de la pupila del observador. Con la edad, el diámetro de la pupila se encoge de forma natural; es generalmente aceptado que un adulto joven puede tener una pupila de 7 mm de diámetro, un adulto de mediana edad de tan solo 5 mm, y una persona más joven de 9 mm. La magnificación mínima {\displaystyle m} se puede expresar como la división de la apertura {\displaystyle D} por el diámetro de la pupila {\displaystyle p} dado por:
{\displaystyle m={\frac {D}{d}}={\frac {130}{7}}\approx 18.6}
Se puede producir un problema evidente cuando se pretende lograr un brillo superficial teórico del 100 %, ya que la distancia focal efectiva exigida al sistema óptico puede exigir un ocular con un diámetro demasiado grande.[cita requerida]
Algunos telescopios no pueden alcanzar el brillo teórico superficial del 100 %, mientras que otros pueden lograrlo utilizando un ocular de diámetro muy pequeño. Para encontrar qué ocular se requiere para obtener una magnificación mínima, puede reordenarse la fórmula de ampliación, en la que ahora se calcula la división de la distancia focal del telescopio por el aumento mínimo:
{\displaystyle {\frac {F}{m}}={\frac {650}{18.6}}\approx 35}
Un ocular de 35 mm no es de tamaño estándar y no se puede comprar; en este escenario, para lograr el 100 % se debería utilizar un tamaño de ocular estándar de 40 mm. Como el ocular tiene una distancia focal mayor que la del aumento mínimo, se desperdicia una gran cantidad de luz que no converge a través de los ojos.

### Pupila de salida

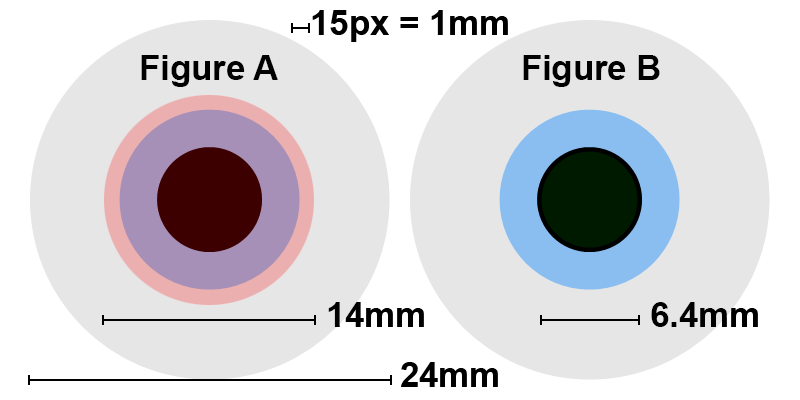
La imagen muestra una figura a escala del ojo humano, donde 15 píxeles miden 1 mm. Tienen un diámetro de pupila de 7 mm. La Figura A tiene un diámetro de pupila de salida de 14 mm, que en astronomía da como resultado una pérdida de luz del 75%. La Figura B tiene una pupila de salida de 6.4 mm, que permite que el observador perciba el 100% de la luz observable.

El aumento del brillo superficial a medida que se reduce el aumento es limitado; esa limitación es lo que se describe como pupila de salida: el cilindro de luz que proyecta el ocular hacia el observador. Una pupila de salida debe coincidir o tener un diámetro más pequeño que la pupila del observador, para que este pueda recibir la cantidad total de la luz proyectada; una pupila de salida más grande da como resultado que parte de la luz se desperdicia. La pupila de salida {\displaystyle e} se puede deducir de dividir la apertura del telescopio {\displaystyle D} por la magnificación mínima {\displaystyle m}, según la fórmula:
{\displaystyle e={\frac {D}{m}}={\frac {130}{18.6}}\approx 7}
La pupila y la pupila de salida son casi idénticas en diámetro, sin considerar la luz atenuada por el sistema óptico. Una pupila de 7 mm queda ligeramente por debajo del 100 % de brillo, dado que el brillo superficial {\displaystyle B} puede medirse a partir del producto de la constante 2, por el cuadrado de la pupila {\displaystyle p}, dando como resultado:
{\displaystyle B=2*p^{2}=2*7^{2}=98}
La limitación aquí es el diámetro de la pupila; una condición adversa cuyo estado se degrada con la edad. Se produce una cierta pérdida de luz observable en el sistema, que la disminución de la ampliación no puede compensar. El brillo superficial una vez que el sistema ha alcanzado su aumento mínimo, se conoce como "brillo superficial utilizable".

### Escala de imagen
Los sensores digitales CCD se colocan en el plano focal para registrar observaciones. La escala de la imagen (a veces llamada escala de placa) describe cómo el tamaño angular del objeto que se está observando está relacionado con el tamaño físico de la imagen proyectada en el plano focal
{\displaystyle i={\frac {\alpha }{s}},}
donde {\displaystyle i} es la escala de la imagen, {\displaystyle \alpha } es el tamaño angular del objeto observado, y {\displaystyle s} es el tamaño físico de la imagen proyectada. En términos de longitud focal, la escala de imagen es
{\displaystyle i={\frac {1}{f}},}
donde {\displaystyle i} se mide en radianes por metro (rad/m), y {\displaystyle f} se mide en metros. Normalmente {\displaystyle i} se da en unidades de segundos de arco por milímetro ("/mm). Por lo tanto, si la distancia focal se mide en milímetros, la escala de la imagen es
{\displaystyle i(''/mm)={\frac {1}{f(mm)}}\left[{\frac {180\times 3600}{\pi }}\right].}
La deducción de esta ecuación es bastante sencilla y el resultado es el mismo para los telescopios reflectores y los refractores. Sin embargo, conceptualmente es más fácil llegar a ella considerando un telescopio reflector. Si se observa un objeto con un tamaño angular {\displaystyle \alpha } a través de un telescopio, debido a las leyes de la reflexión y de la trigonometría, el tamaño de la imagen proyectada en el plano focal será
{\displaystyle s=\tan(\alpha )f.}
Por lo tanto, la escala de la imagen (tamaño angular del objeto dividido por el tamaño de la imagen proyectada) será
{\displaystyle i={\frac {\alpha }{s}}={\frac {\alpha }{\tan(\alpha )f}},}
y al usar la relación válida pafa un ángulo pequeño {\displaystyle \tan(a)\approx a}, cuando {\displaystyle a<<1} (solo es válido si {\displaystyle a} está calculado en radianes), se obtiene
{\displaystyle i={\frac {\alpha }{\alpha f}}={\frac {1}{f}}.}

## Imágenes imperfectas
Ningún telescopio puede formar una imagen perfecta. Incluso si un telescopio reflector pudiera tener un espejo perfecto, o un telescopio de refracción una lente perfecta, los efectos de la difracción sobre la abertura son inevitables. En realidad, no existen los espejos perfectos y las lentes perfectas, por lo que se deben tener en cuenta las aberraciones de la imagen, además de la difracción de la abertura. Las aberraciones de las imágenes se pueden dividir en dos clases principales, monocromáticas y policromáticas. En 1857, Philipp Ludwig von Seidel (1821–1896) descompuso las aberraciones monocromáticas de primer orden en cinco tipos de aberraciones constituyentes. Ahora se conocen comúnmente como las cinco aberraciones de Seidel.

### Las cinco aberraciones de Seidel
Aberración esféricaLa diferencia en la distancia focal entre los rayos paraxiales y los rayos marginales, proporcional al cuadrado del diámetro del objetivo.
ComaUn defecto por el cual los puntos aparecen como manchas asimétricas similares a cometas con cola, lo que hace que la medición sea muy imprecisa. Su magnitud generalmente se deduce del teorema del seno óptico.
AstigmatismoLa imagen de un punto forma líneas focales en los focos sagital y tangencial y en el medio (en ausencia de coma) una forma elíptica.
Curvatura de campoSignifica que la imagen, en lugar de estar en un plano, yace sobre una superficie curva, que se describe como hueca o redonda. Esto causa problemas cuando se usa un dispositivo de formación de imágenes plano, por ejemplo, una placa fotográfica o un sensor de imagen CCD.
DistorsiónUna distorsión radial que debe corregirse cuando se combinan varias imágenes (similar al efecto de la composición de varias fotos en una imagen panorámica).
Los defectos ópticos siempre se enumeran en el orden anterior, ya que esto expresa su interdependencia como aberraciones de primer orden a través de alteraciones entre las pupilas de salida y de entrada. La primera aberración de Seidel, la aberración esférica, es independiente de la posición de la pupila de salida (como lo es para haces axiales y extraaxiales). El segundo, la coma, cambia en función de la distancia de la pupila y de la aberración esférica, de ahí el conocido resultado de que es imposible corregir el coma en una lente libre de aberración esférica simplemente moviendo la pupila. Dependencias similares afectan a las aberraciones restantes de la lista.

### Aberraciones cromáticas
Aberración cromática longitudinal: al igual que con la aberración esférica, se produce igualmente para haces de luz axiales y oblicuos.
Aberración cromática transversal (aberración cromática de aumento).

## Telescopios de investigación astronómica

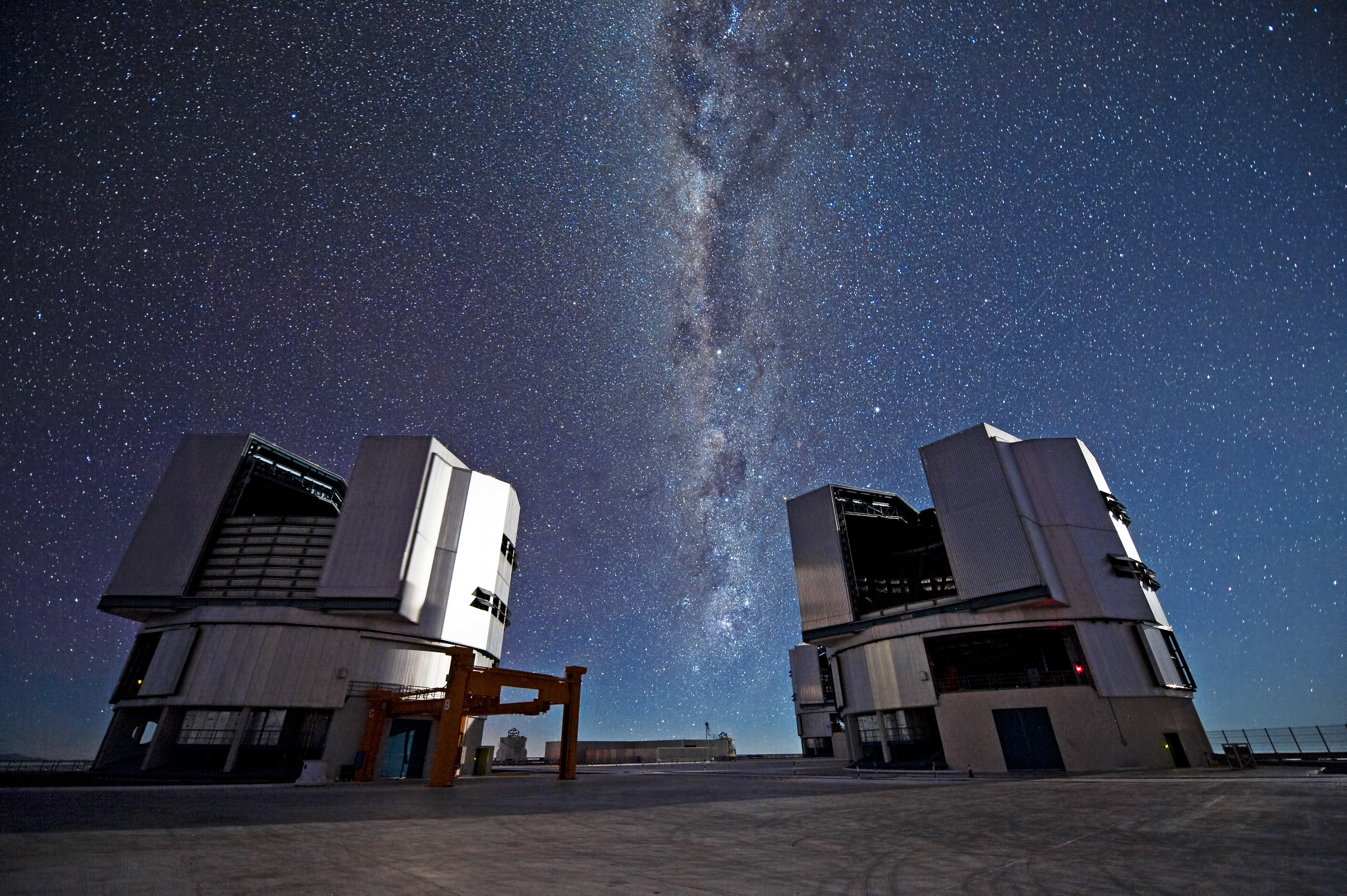
Dos de los cuatro telescopios unitarios que componen el Observatorio Europeo Austral del VLT, en la cima de una montaña remota, a 2600 metros sobre el nivel del mar en el desierto chileno de Atacama.

Los telescopios ópticos se han utilizado en la investigación astronómica desde el momento de su invención a principios del siglo XVII. Se han construido muchos tipos a lo largo de los años, dependiendo de las tecnologías ópticas (como la refracción y la reflexión), de la naturaleza de la luz o del objeto que se está observando, e incluso de dónde se colocan (como los observatorios espaciales). Algunos se clasifican según la tarea que realizan, como los telescopios solares.

### Grandes reflectores
Casi todos los grandes telescopios astronómicos utilizados en investigación son reflectores. Algunas razones son:
- En una lente, todo el volumen de material debe estar libre de imperfecciones e inhomogeneidades, mientras que en un espejo, solo la superficie debe estar perfectamente pulida.
- La luz de diferentes colores viaja a través de un medio que no sea el vacío a diferentes velocidades. Esto causa aberración cromática en las lentes.
- Los reflectores trabajan en un espectro de luz más amplio, ya que ciertas longitudes de onda se absorben al pasar a través de elementos de vidrio como los que se encuentran en un refractor o catadióptrico.
- Existen dificultades técnicas involucradas en la fabricación y manipulación de lentes de gran diámetro. Una de ellas es que todos los materiales se comban por efecto de la gravedad. Una lente solo puede sostenerse por su perímetro, pero un espejo puede ser soportado por todo el lado opuesto a su cara reflectante.

Comparación de tamaños nominales de espejos primarios de algunos telescopios ópticos notables

La mayoría de los grandes reflectores de investigación operan en diferentes planos focales, dependiendo del tipo y del tamaño del instrumento que se utilice. Estos incluyen los tipos de primer foco del espejo principal, de foco de cassegrain (la luz se dirige con un espejo secundario hacia detrás del espejo primario) e incluso con foco externo (como en la disposición acodada de Nasmyth).
El Telescopio de Espejo Múltiple inauguró una nueva era en la fabricación de telescopios, utilizando un espejo compuesto por seis segmentos que forman un espejo de 4,5 m de diámetro, posteriormente reemplazado por un solo espejo de 6,5 m. Su ejemplo fue seguido por el Observatorio W. M. Keck, con espejos segmentados de 10 m.
Los telescopios terrestres actuales más grandes tienen un espejo primario de entre 6 y 11 m de diámetro. En esta generación de telescopios, el espejo suele ser muy delgado y se mantiene con su forma óptima mediante una serie de actuadores (véase óptica activa). Esta tecnología ha impulsado nuevos diseños para futuros telescopios con diámetros de 30, 50 y hasta 100 m.

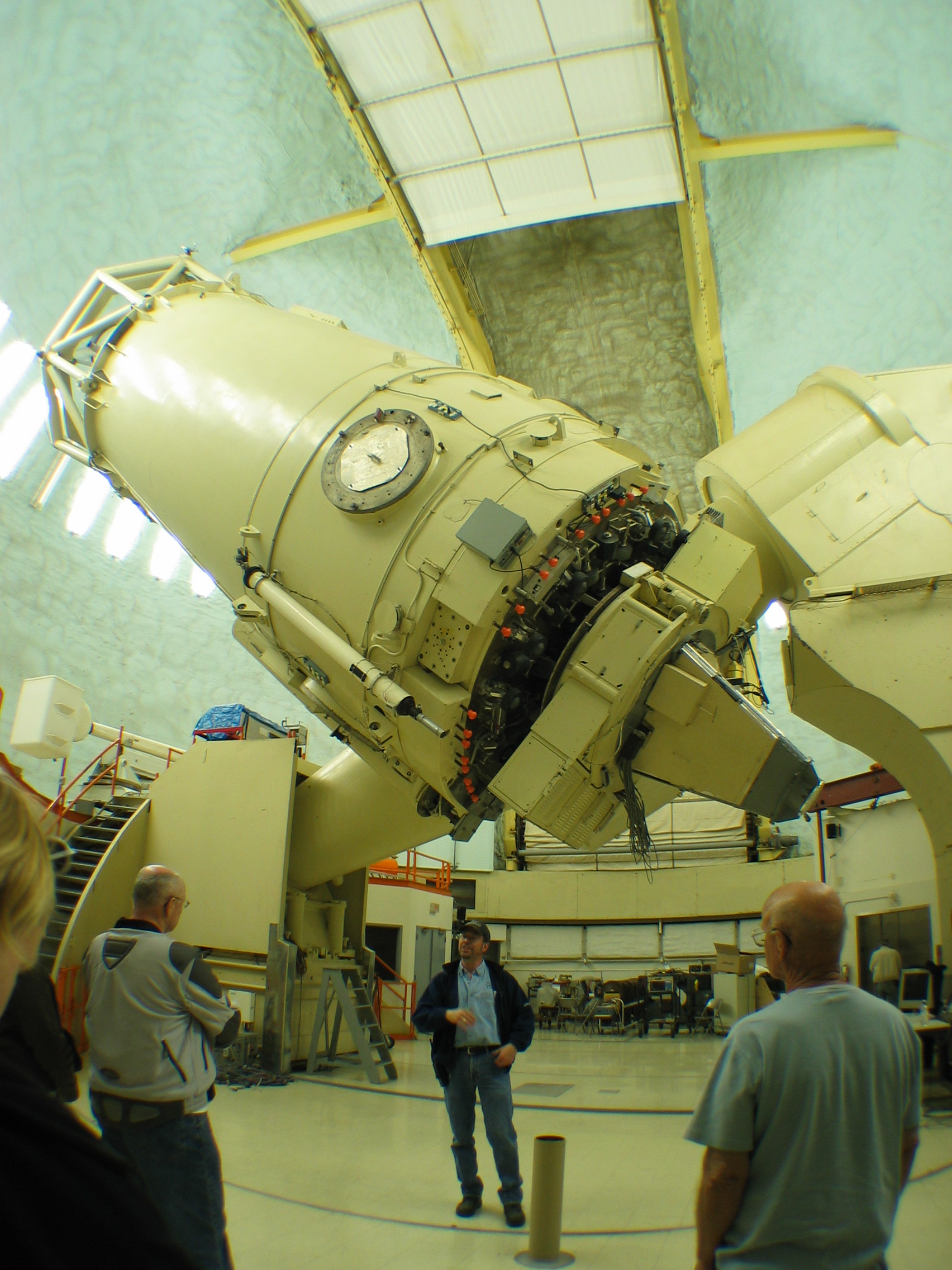
Telescopio Harlan J. Smith, reflector del Observatorio McDonald de Texas

Recientemente se han desarrollado telescopios de 2 m de diámetro relativamente baratos y producidos en masa, que han tenido un impacto significativo en la investigación astronómica. Permiten que muchos objetivos astronómicos sean seguidos continuamente, y que grandes áreas de cielo sean inspeccionadas. Muchos son telescopios robóticos, controlados por ordenador a través de internet (consúltese por ejemplo, el Telescopio Liverpool y Faulkes Telescope North y South), lo que permite el seguimiento automático de eventos astronómicos.
Inicialmente, el sensor utilizado en los telescopios era el ojo humano. Más tarde, las placas fotográficas tomaron su lugar, y se introdujo el espectrógrafo, permitiendo la recopilación de información espectral. Después de la placa fotográfica, se han perfeccionado generaciones sucesivas de detectores electrónicos, como el dispositivo de carga acoplada (CCD), cada uno con más sensibilidad y resolución, y a menudo con una cobertura de longitud de onda más amplia.
Los telescopios de investigación actuales tienen varios instrumentos para elegir, como:
- Generadores de imágenes, de diferentes respuestas espectrales
- Espectrógrafos, útiles en diferentes regiones del espectro
- Polarímetros, que detectan la polarización de la luz

El fenómeno óptico de la difracción establece un límite a la resolución y a la calidad de imagen que un telescopio puede alcanzar, que es el área efectiva del Disco de Airy, lo que limita la cercanía de dos discos de este tipo. Este límite absoluto se llama límite de difracción, que puede ser aproximado por resolución óptica, por el límite de Dawes o por el límite de resolución de Sparrow. Este límite depende de la longitud de onda de la luz estudiada (de modo que el límite para la luz roja llega mucho antes que el límite para la luz azul) y por el diámetro del espejo del telescopio. Esto significa que un telescopio con un cierto diámetro de espejo puede resolver teóricamente hasta cierto límite a una cierta longitud de onda. Para los telescopios convencionales basados en la Tierra, el límite de difracción no es relevante para telescopios de más de 10 cm. En cambio, la alteración de las condiciones de visibilidad, o el desenfoque causado por la atmósfera, establecen el límite de resolución práctico. Pero en el espacio, o si se usa óptica adaptativa, a veces es posible alcanzar el límite de difracción. En este punto, si se necesita una mayor resolución en esa longitud de onda, se debe construir un espejo más grande o realizar síntesis de apertura, usando una matriz de telescopios cercanos.
En los últimos años, se han desarrollado con buenos resultados varias tecnologías para superar las distorsiones causadas por la atmósfera en telescopios terrestres. Véase óptica adaptativa, desmoteado de imagen e interferometría óptica.